# 君がいた夏 (映画)
『君がいた夏』（きみがいたなつ、原題: Stealing Home）は、1988年制作のアメリカ合衆国の映画。
アメリカ合衆国フィラデルフィアを舞台に、再起を果たした野球選手が、奔放で魅力的な年上の従姉と過ごした、甘くほろ苦い少年時代を振り返る。
キャッチ・コピーは「誰にでも、一生忘れられない人がいる。」。

## ストーリー
プロ野球選手としての生活が終わったビリーの元に、従姉のケイティが自殺したとの知らせが届く。ビリーにとってケイティは初恋の女性であり、青春のすべてだった。ビリーはケイティの面影を求めて、彼女と過ごした思い出の地を旅する。

## キャスト
※括弧内は日本語吹替
- ビリー・ワイアット - マーク・ハーモン（池田秀一）
- ケイティ・チャンドラー - ジョディ・フォスター（榊原良子）
- アラン・アップルビー - ハロルド・ライミス（安原義人）
- 少年時代のビリー - ウィリアム・マクナマラ（松本保典）
- 子供時代のビリー - サッチャー・グッドウィン（日比野朱里）
- 少年時代のアラン - ジョナサン・シルヴァーマン（堀内賢雄）
- ジニー・ワイアット - ブレア・ブラウン（池田昌子）
- サム・ワイアット - ジョン・シェア（納谷六朗）
- ハンク・チャンドラー - リチャード・ジェンキンス（有本欽隆）
- レスリー・ジョーダン - ベス・ブロデリック（小宮和枝）
- ロビン・パークス - オリー・デヴィッドソン（小宮和枝）
- 少女時代のロビン - イヴェット・クロスキー
- ロビンの母親 - ミリアム・フリン
- グレース・チャンドラー - クリスティーン・ジョーンズ
- ホープ・ワイアット - ヘレン・ハント